# 伊尔马里·尤蒂莱宁
埃诺·伊尔马里·尤蒂莱宁（芬蘭語：Eino Ilmari Juutilainen，1914年2月21日—1999年2月21日）是一名芬蘭空軍飛行員，也是至今除德國外空戰確定擊墜數最高的王牌飛行員。尤蒂莱宁在第二次世界大戰中帶領芬蘭飛行員對抗蘇聯戰機，並證實在437次的出擊中取得了94架的擊墜數。 而據他個人所言，實際上擊墜了126架。

## 概述
尤蒂莱宁是擊墜數最高的芬蘭飛行員，曾飛過福克D.XXI、水牛式和Bf 109等戰鬥機。他是四位曾連續兩次獲頒芬蘭最高軍事榮譽勳章——曼納海姆十字勳章的人之一，也是至今世界空戰擊墜數不含德國人的排名最高者。整場戰爭中，尤蒂莱宁的戰鬥機從未被敵人的戰鬥機砲火所擊中（有一次他的Bf 109被迫降落時，遭到友軍防空砲火誤擊）。如同其他王牌飛行員艾里希·哈特曼和坂井三郎，尤蒂莱宁從未在戰鬥中失去僚機。

## 生平

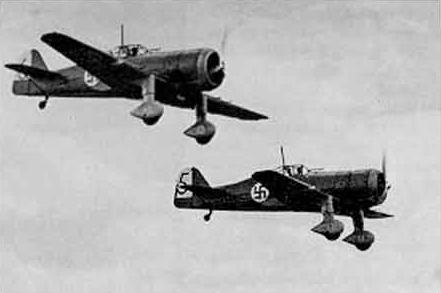
芬軍使用的福克D.XXI戰鬥機，尤蒂莱宁以此機取得兩架單獨戰積和一架共同取得的成果紀錄。

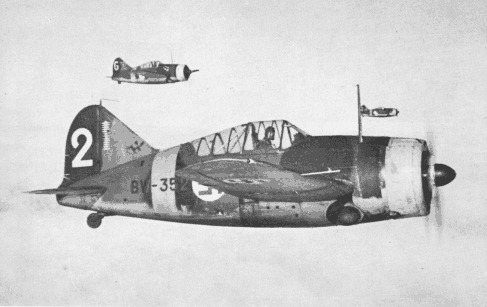
芬軍在繼續戰爭中使用的水牛式B-239型戰鬥機，尤蒂莱宁以此機擊落34架敵機。

尤蒂莱宁於1932年9月9日因為義務役進入芬蘭軍隊，於1935年以飛行員身份在芬蘭空軍中服務。1935年5月1日，尤蒂莱宁晉升為中士。1939年3月3日，他改隸第24中隊，此單位駐於乌蒂。1939年10月，隨著國際情勢的惡化，該中隊調往因莫拉（Immola），接近蘇聯與芬蘭國界的前線。在1939年11月30日爆發的冬季戰爭中，儘管只是一名中士，尤蒂莱宁仍在1939年12月19日取得他的首次戰績，擊落了一架伊留申DB-3轟炸機，和擊傷另外兩機。以福克D.XXI戰鬥機，並取得兩架單獨作戰和一架與僚機一起完成的擊墜紀錄。
在繼續戰爭中，他調派到3/LeLv 24中隊，改飛水牛式。在1941年7月9日至1942年11月22日期間，尤蒂莱宁駕駛BW-364號水牛式進行的34次空戰勝利中，一共擊落28架敵機，其中三次出擊中擊落了三架。
1941年7月21日，尤蒂莱宁在擊落了一架I-153戰鬥機後，成為了一名水牛式「王牌」飛行員。他與另外五架同單位的僚機升空攔截蘇聯第65航空團的戰鬥機，以阻止他們對普里奧焦爾斯克附近的友軍掃射。幾日後的8月1日，卡尔胡宁中尉的七架戰鬥機於勞特耶爾維一帶擊毀了六架I-16，而尤蒂莱宁聲稱他們的單位翼擊落兩架。2月6日早晨偵查佩多福伊-傑姆（Petrovkiy-Jam）區域時，再與第24中隊的飛行員一起攻擊蘇軍，他自己擊落了由12架米格-3戰鬥機護航的7架圖波列夫SB轟炸機。 
在提到與2架SB轟炸機交戰的情況，他回憶道：
|  | 我注意到這些轟炸機於3000公尺高空上用無線電號令他們的子機。我們緊跟在這些蘇聯飛機之後，我發現他們的隊形是由3架SB轟炸機領頭，並沿著鐵路飛行，而我則俯衝緊追在後。我對機隊左邊的飛機開火，讓其左舷著火。那架SB轟炸機就這樣墜毀在旁邊的鐵路。就在我搜尋敵人領頭的轟炸機時，我發現一架米格機向我靠近。閃過後方的砲火後，我成功擊中轟炸機的右翼引擎，噴出了濃煙與機油，不久飛機就左右搖擺，然後墜落到鐵路旁的森林。 我的注意力回到了頭頂的米格機，我與敵人互相射擊對方，但我瞄準功力較好，他的引擎開始冒出黑煙，並往東方撤退逃走。 |

1942年3月27日至28日時，3/LLv 24轉至因莫拉為芬軍在芬蘭灣蘇爾薩里（Suursaari）的攻勢作準備。3月28日，他與霍塔里（Huotari）中士巡邏時，攻擊了一些伊-15戰鬥機和擊落了其中兩架。這時的尤蒂莱宁紀錄已有22架。一個月後的4月26日，他成為自己部隊上第一位獲授芬軍最高榮譽—曼納海姆十字勳章的得主。儘管在芬蘭灣時，芬軍飛行員數量居於劣勢，但第24中隊的成員經驗遠比他們的蘇聯紅旗艦隊的對手要來的多，雖然有突襲和高度的優勢，蘇軍飛行員仍難以擊落芬軍。9月20日，於愛沙尼亞巡邏時面臨10架蘇聯戰鬥機所攻擊，但芬軍反擊擊落了其中三架。
1943年，尤蒂莱宁轉調至第34中隊，該單位換裝了新式的梅塞施密特Bf 109G-2型戰鬥機，憑著這款飛機，他再擊落了58架敵機。因為擔心會讓他無法再飛，尤蒂莱宁拒絕再晉升。
他的第94個擊墜成果是Li-2—為俄國版的C-47運輸機，於1944年9月3日卡累利阿地峽一帶擊落。
戰後，他仍持續在空軍中服役至1947年，擔任職業飛行員一直到1956年，以蛾式機載人飛行。他最後一次飛行在1997年，使用芬蘭空軍的F/A-18黃蜂式戰鬥攻擊機。
尤蒂莱宁最後於1999年85歲生日當天病逝。

## 空戰紀錄
| 尤蒂莱宁使用的飛機類型 | 擊墜數 |
| ---------------------- | ------ |
| 福克D.XXI              | 2 1/6  |
| 水牛式                 | 34     |
| Bf 109G型              | 58     |
| 總數                   | 94 1/6 |

## 資料來源
1. ↑  Keskinen 1978, p. 4–7.
2. 1 2 3 4 5  Jackson 2003, p. 47.
3. 1 2  Stenman and Thomas 2010, p. 94.
4. ↑  Stenman and Thomas 2010, p. 14.
5. ↑  Stenman and Thomas 2010, p. 15.
6. ↑  Stenman and Thomas  2010, pp. 22-23.
7. ↑  Stenman and Thomas  2010, p. 24.
8. ↑  Stenman and Thomas  2010, p. 30.

## 改編動畫
- 動畫強襲魔女的艾拉·伊爾瑪塔爾·尤蒂萊宁便是以他為原形。